# Чулиота (Флорида)
Чулиота (енгл. Chuluota) насељено је место без административног статуса у америчкој савезној држави Флорида.

## Демографија
По попису из 2010. године број становника је 2.483, што је 562 (29,3%) становника више него 2000. године.
| Група             | 2000.         | 2010.         |
| Белци             | 1.750 (91,1%) | 2.065 (83,2%) |
| Афроамериканци    | 7 (0,4%)      | 47 (1,9%)     |
| Азијати           | 11 (0,6%)     | 54 (2,2%)     |
| Хиспаноамериканци | 108 (5,6%)    | 263 (10,6%)   |
| Укупно            | 1.921         | 2.483         |